# Ópera Soft
Ópera Soft fou una de les companyies de videojocs més importants de l'época daurada del programari a l'estat espanyol (coneguda com a Edad de Oro del Soft Español). Fundada en 1987, es considera que el primer títol amb el qual Ópera Soft va començar a desenvolupar videojocs fou Livingstone Supongo. Ópera va obtindre un gran ressò amb aquest títol, però no seria fins al llançament de La abadía del crimen quan Ópera Soft obtindria el seu major èxit.
Cap al final de la seua vida comercial, Opera Soft es va disgregar en dos segells, Opera Plus i Opera Sport, essent este últim un segell especialitzat en programari esportiu.
Com la majoria de les companyies de programari a l'estat espanyol, Ópera Soft no va saber adaptar-se al canvi dels 8 bits als 16 bits i va desaparèixer a començaments dels anys 1990.

## Llistat de jocs d'Opera Soft
- Ángel Nieto Pole 500cc (1990)
- Corsarios (1989)
- Cosa Nostra (1986)
- Golden Basket (1990)
- Gonzzalezz (1989)
- Goody (1987)
- Guillermo Tell (1989)
- Jai Alai (1991)
- The Last Mission (1987)
- La abadía del Crimen (1988)
- Livingstone Supongo (1986)
- Livingstone Supongo II (1989)
- Mithos (1990)
- Mot (1989)
- Mundial De Fútbol (1990)
- Mutan Zone (1989)
- Opera Storys 1 (1989)
- Poli Díaz (1990)
- Poogaboo (1991)
- Powersports (1991)
- Rescate En El Golfo (1990)
- Sirwood (1990)
- Sol Negro (1989)
- Soviet (1990)